# Tiit Rosenberg

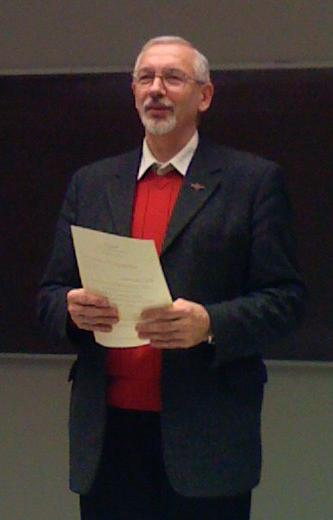
Tiit Rosenberg übergibt den Vorsitz des Õpetatud Eesti Seltsi am 23. Januar 2008

Tiit Rosenberg (* 26. Dezember 1946 in Tsirguliina, Valgamaa) ist ein estnischer Historiker. Er ist Professor der Estnischen Geschichte an der Universität Tartu und war von 1996 bis 2008 Vorsitzender des Õpetatud Eesti Selts.
Rosenberg beschäftigt sich mit Agrargeschichte.
| Personendaten    | Personendaten                        |
| ---------------- | ------------------------------------ |
| NAME             | Rosenberg, Tiit                      |
| KURZBESCHREIBUNG | estnischer Historiker                |
| GEBURTSDATUM     | 26. Dezember 1946                    |
| GEBURTSORT       | Tsirguliina, Valgamaa, Estnische SSR |